# 長晴登

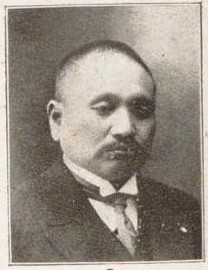
長晴登

長 晴登（ちょう はると、1866年9月30日（慶応2年8月22日） - 1916年（大正5年）8月25日）は、日本の政治家、衆議院議員（3期）。

## 経歴
山形県出身。臨時治水調査会委員となる。
1904年の第9回衆議院議員総選挙において山形県郡部から立憲政友会公認で立候補して当選した。以来連続3回当選。1908年の第10回衆議院議員総選挙で再選した。1912年の第11回衆議院議員総選挙でも三選した。1915年の第12回衆議院議員総選挙で落選した。翌1916年に死去した。